# Втрати 110-ї окремої механізованої бригади
У статті описано обставини загибелі бійців 110-ї окремої механізованої бригади імені генерал-хорунжого Марка Безручка.

## Обставини втрат

### 2022
- 15 квітня 2022 - Борейко Борис Васильович, солдат. Інженерно-позиційне відділення інженерно-саперного взводу з механізованого батальйону. Загинув в м. Авдіївка, Донецька область.[1]
- 24 травня 2022 - Андрій Павлов, молодший сержант, командир стрілецького відділення. Загинув на Авдіївському напрямку фронту[2].
- 9 липня 2022 - Ніколаєв Сергій Миколайович, солдат. Загинув в р-ні н.п. Авдіївка, Донецька область.[3]
- 4 вересня 2022 — Семенюк Юрій Миколайович. Загинув поблизу населеного пункту Красногорівка Донецької області.[4]
- 19 жовтня 2022 - Семенюк Анатолій Олегович. Старший солдат, старший навідник гранатометного відділення. Загинув в результаті артилерійського обстрілу в  в н.п. Авдіївка Донецької області.[5]
- 19 листопада 2022 — Козиняк Сергій Андрійович. 34 роки, м. Шепетівка Хмельницької області.[6]
- 29 листопада 2022 — Колесников Анатолій Анатолійович. 46 років, м. Острог.[7]
- 4 грудня 2022 — Тертичний Віталій Сергійович. 40 років, м. Канів.[8]
- 24 грудня 2022 — Коновальчук Микола («Коха»), сержант. Загинув поблизу Авдіївки внаслідок мінометного обстрілу.[9]
- 28 грудня 2022 — Пінчук Геннадій Іванович, сержант. 1968 р.н., смт Клевань. Пораний у Авдіївці, помер у госпіталі в м. Дніпрі.[10]
- 28 грудня 2022 — Вовк Володимир. м. Прага, м. Львів. Загинув біля Авдіївки.[11][12]
- 28 грудня 2022 — Бесараба Євгеній Вікторович. 25 років, с. Зелена Липа Чернівецької області. Загинув під Авдіївкою.[13]

### 2023
- 2 січня 2023 — Василькевич Максим Ігорович. 28 років, м. Львів.
- 22 січня 2023 — Мойсєєв Сергій. 39 років, с. Даничів Рівненської області. Був поранений у боях у селі Новоселівка Друга.[14]
- 22 січня 2023 — Веретьонник Ігор Олексійович («Чужий») старший солдат. 2001 р.н. Загинув поблизу с. Новоселівка Друга.[15]
- 24 січня 2023 - Фатун Богдан Миколайович. Старший солдат, водій-механік. Загинув Загинув біля н.п. Авдіївка Донецької області.[16]
- 28 січня 2023 - Галачинський Євген. Механік-водій 3 евакуаційного взводу евакуаційної роти ремонтно-відновлювального батальйону. Загинув в районі Авдіївки на Донеччині.[17]
- 7 лютого 2023 — Бебко Юрій («Борода»), старший солдат. Загинув поблизу Авдіївки.[18][19]
- 19 березня 2023 — Іняткін Олександр Миколайович, стрілець-помічник гранатометника. Загинув в районі селища Кам'янка Покровського району Донецької області.[20]
- 19 березня 2023 — Тіщенко Микола Станіславович, солдат. Загинув поблизу села Кам'янка Покровського району Донецької області внаслідок штурму противника.[21]
- 31 березня 2023 — Лях Михайло, солдат. Загинув поблизу Авдіївки від осколкових поранень.[22]
- 7 травня 2023 — Киричок Олександр Юрійович («Доброта»), сержант, стрілець-снайпер. 55 років, с. Старий Остропіль.[23]
- 15 травня 2023 — Гілянчук Юрій Володимирович. Загинув під час обстрілу поблизу Авдіївки Донецької області.[24]
- 28 травня 2023 — Грабар Віктор Іванович («Майор») 41 рік, м. Рава-Руська на Львівщині. Загинув неподалік міста Красногорівка на Донеччині.[25][26]
- 31 травня 2023 — Моховик Юрій Сергійович, старший солдат. Загинув внаслідок мінометного обстрілу біля населеного пункту Авдіївка Покровського району Донецької області.[27]
- 2 червня 2023 — Михайленко Андрій Русланович, сапер інженерно-саперного відділення. 22.05. 1997, м. Василівка, Запорізької області.[28]
- 13 червня 2023 — Герасимчук Сергій Петрович. Поранений 8 червня, помер у госпіталі.[29]
- 7 липня 2023 — Хлопонін Володимир («Кот»), солдат. Загинув неподалік міста Авдіївка внаслідок ворожого штурму.[30]
- 11 липня 2023 — Попов Ігор («Херсон»), старший сержант. Загинув поблизу Авдіївки.[31]
- 16 липня 2023 — Ломпас Роман Іванович. 6 серпня 1972, с. Битків. Поранений на Авдіївському напрямку, помер у лікарні.[32]
- 1 серпня 2023 — Халимоненко Максим, солдат. Загинув поблизу Авдіївки в результаті стрілецького обстрілу.[33]
- 2 серпня 2023 — Хлопенюк Олександр Миколайович, солдат. Загинув біля н.п. Авдіївка Покровського р-ну Донецької області.[34]
- 10 серпня 2023 — Микулін Микола Васильович («Дикий»). 22 роки, с. Нижні Бистрий, Закарпаття. Потрапив під танковий обстріл.[35]
- 6 жовтня 2023 — Щиголь Ярослав Ігорович, старший солдат, водій-радіотелефоніст відділення ударних безпілотних авіаційних комплексів. Загинув в районі Авдіївки внаслідок артилерійського обстрілу.[36]
- 10 жовтня 2023 - Матківський Юрій Анатолійович. Солдат, навідник відділення охорони взводу роти охорони. Загинув внаслідок артилерійсько-мінометного обстрілу біля населеного пункту Авдіївка Покровського району.[37]
- 12 жовтня 2023 — Умніченко Володимир Михайлович, старший солдат гранатометного відділення. Загинув в районі Авдіївки.[38]
- 15 жовтня 2023 — Фіткаленко Михайло, солдат. Загинув біля Авдіївки, коли доставляв на позицію провізію, в його авто влучила ПТКР.[39]
- 19 жовтня 2023 — Голядинець Володимир («Камінь»), капітан. Загинув в Авдіївці. Герой України (6 травня 2024, посмертно).[40]
- 25 жовтня 2023 —Віталій Каленик («Адвокат»), загинув під час виконання бойового завдання в районі міста Авдіївка Покровського району Донецької області.[41]
- 27 жовтня 2023 — Сукач Віталій Анатолійович. Загинув в районі Авдіївки.[42]
- 6 листопада 2023 — Ляпота Сергій Васильович, стрілець-помічник гранатометника. Загинув в районі Авдіївки внаслідок осколкових поранень.[43][42]
- 6 листопада 2023 — Даниляк Сергій («Чудо»), молодший сержант. Загинув вночі внаслідок авіаудару поблизу Авдіївки.[44]
- 13 листопада 2023 — Дзина Андрій Іванович, молодший сержант, стрілець-снайпер. Загинув на Авдіївському напрямку.[45]
- 16 листопада 2023 — Грицюк Олександр Костянтинович. Помер від голоду в російському полоні.[46]
- 17 листопада 2023 — Іваненко Павло Вікторович. Помер у військовому госпіталі Києва.[47]
- 18 листопада 2023 — Баранець Михайло Сергійович. Загинув відбиваючи ворожий штурм.[48]
- 8 грудня 2023 - Свентіцький Анатолій Валентинович. Молодший сержант, командир відділення мінометного взводу. Загинув біля населеного пункту Авдіївка Донецької області.[49]
- 12 грудня 2023 — Корнюк Михайло Валерійович, солдат. 1986.[50]
- 16 грудня 2023 — Шишкін Олексій Анатолійович, солдат, оператор відділення ПТРК. Загинув в районі Авдіївки.[51]
- 27 грудня 2023 - Смоляр Олександр Олександрович, старший стрілець-оператор. Загинув у м. Авдіївка, Покровського району, Донецької області.[52]
- 28 грудня 2023 — Гавриленко Сергій Віталійович, солдат. Загинув на Донецькому напрямку.[53]
- 28 грудня 2023 — Гордецький Микола Володимирович, рядовий, гранатометник.[54]
- 28 грудня 2023 — Трохимець Владислав Анатолійович. 23 роки, с. Синівка Сумської області. Загинув від артилерійського обстрілу.[55]
- 29 грудня 2023 — Савченко Руслан Миколайович. 47 років, м. Старокостянтинів. Загинув внаслідок мінометного обстрілу поблизу Авдіївки.[56]

### 2024
- 3 січня 2024 — Бібік Анатолій, старший солдат, сапер інженерно-саперного відділення. 21 листопада 1964.[57]
- 4 січня 2024 — Юзухович Олександр Валерійович, молодший сержант, старший механік-водій. Загинув в районі Авдіївки.[58]
- 4 січня 2024 — Ренкас Ілля Володимирович («Рекс»), старший солдат. м. Носівка Чернігівської області.[59]
- 7 січня 2024 — Керницький Назарій Аскольдович. 04.10.1986 р.н., м. Івано-Франківськ. Загинув під Авдіївкою від вибуху 120-мм міни.[60]
- 19 січня 2024 — Мельничук Микола Григорович. 25.12.1998. Загинув внаслідок вибуху КАБу в Авдіїівці.[61]
- 21 січня 2024 — Ярмолович Олександр, навідник-оператор. Загинув в Покровському районі Донецької області в результаті ракетного удару.[62]
- 21 січня 2024 — Карнюцін Володимир Єгорович. 5 липня 1978, Холодна Балка Біляївського району Одеської області. Загинув від ракетного удару противника в районі н.п. Мирноград Покровського р-ну Донецької області.[63]
- 21 січня 2024 — Копич Леонід. 3 березня 1967, с. Кротинь, Чернігівська область.[64]
- 26 січня 2024 — Вербицький Володимир. 50 років. м. Львів.[65]
- 29 січня 2024 — Набережний Назар Назарович, капітан, командир штурмової роти. 7 квітня 2001 р.н. Потрапив у засідку в районі Авдіївки.[66][67][68]
- 30 січня 2024 — Гусаренко Олександр Євгенович, старший сержант. Загинув під час штурмових дій в районі міста Авдіївка Покровського району Донецької області.[69]
- 2 лютого 2024 — Фурманчук Роман («ФРВ»), солдат. Загинув в Авдіївці в результаті ударів КАБів.[70]
- 2 лютого 2024 — Кобзар Владислав. Загинув в Авдіївці в результаті ударів КАБів.[70]
- 15 лютого 2024 — Житник Іван («Джанго»). Поранений осколком у спину під час прориву на позицію Зеніт в Авдіївці. Розстріляний росіянами після захоплення позиції.[71][72][73][74]
- 15 лютого 2024 — Дубницький Андрій Іванович («Байрактар»). Поранений під час прориву на позицію Зеніт в Авдіївці. Розстріляний росіянами після захоплення позиції.[75][76][77][78][79]
- 15 лютого 2024 — Павлов Георгій Олександрович («Панда»), старший солдат. Поранений під час прориву на позицію Зеніт в Авдіївці. Розстріляний росіянами після захоплення позиції.[75][76][77][78][79]
- 15 лютого 2024 — Зінчук Олександр. Поранений під час прориву на позицію Зеніт в Авдіївці. Розстріляний росіянами після захоплення позиції.[75][76][77][78][79]
- 15 лютого 2024 — Савосик Микола Олегович («Панкер»). Розстріляний росіянами після захоплення позиції «Зеніт» в Авдіївці.[80][81][82][83][84]
- 18 лютого 2024 — Снігур Юрій. Поранений 7 січня 2024, помер у госпіталі.[70]
- 10 березня 2024 — Юсіфов Ельдар («Аргон»), старший лейтенант. 37 років, м. Харків.[85]
- 5 травня 2024 — Фесюк Денис. 36 років, командир взводу. Загинув біля Покровського району Донеччини внаслідок мінометного обстрілу.[86]
- 9 травня 2024 — Бережний Вячеслав Миколайович («Берег»), старший солдат, стрілець-снайпер. 19 квітня 1977, с. Савинці Миргородського району Полтавської області. Загинув поблизу населеного пункту Архангельське Покровського району Донецької області.[87]
- 12 травня 2024 — Гришаєв Сергій Іванович, солдат. Загинув в районі села Архангельське Покровського району Донецької області.[88]
- 12 травня 2024 — Яременко Олександр Олександрович, старший сержант, старший стрілець-оператор. Загинув у стрілецькому бою у Покровському районі Донецької області.[88]
- 29 травня 2024 — Грегуль Ігор Володимирович («Кеп»). 23 січня 1973, селище Калита Броварського району. Загинув біля населеного пункту Архангельське.[89]
- 14 червня 2024 — Козимка Назарій. 24 роки, селище Гірник. Загинув біля села Новоолександрівка на Донеччині.[90]
- 25 червня 2024 — Рева Василь Васильович, сержант, аеророзвідник. Загинув в районі села Воздвиженка Покровського району Донецької області.[91]
- 25 червня 2024 - Коноваленко Дмитро, м. Запоріжжя, сержант, аеророзвідник. Загинув в районі села Воздвиженка Покровського району Донецької області.[92]
- 29 червня 2024 — Якимчук Михайло. с. Романівка. Загинув біля Очеретиного.[93]
- 21 липня 2024 — Черкаський Олег Вікторович, водій кулеметного відділення. Помер від несумісних із життям поранень, отриманих під час виконання обов'язків військової служби в районі н.п. Новоолександрівка Донецької області.[94]
- 23 липня 2024 — Гуров Юрій Володимирович. Помер внаслідок бойових поранень.[95]
- 24 липня 2024 — Микитин Олег Миколайович. 12 травня 1981, м. Тисмениця. Загинув в селі Новоолександрівка Покровського району.[96]

### 2025
- 12 січня 2025 — Бондар Роман. 10.11.1983, м. Львів.[97]
- Микола Зозуля, молодший сержант, водій гранатометного відділення протитанкового взводу механізованого батальйону. Помер під час лікування від вогнепального проникаючого осколкового поранення, отриманого під час виконання службових обов'язків.[98]
- 1 липня 2025 — Захаревич Сергій Анатолійович, полковник, командир бригади. Загинув в результаті ворожого удару по селищу Гуляйполю Дніпропетровської області.[99]